# شومن (بلغارستان)
شومن شهری در استان شومن کشور بلغارستان است که جمعیت آن در سال ۲۰۰۱ میلادی ۸۹٬۰۵۴ نفر بوده‌است.
این شهر دهمین شهر بزرگ بلغارستان و مرکز اداری و اقتصادی استان شومن است. شومن بین سال‌های ۱۹۵۰ تا ۱۹۶۵ به افتخار واسیل کولاروف سیاست‌مدار کمونیست و نخست‌وزیر جمهوری خلق بلغارستان، کولاروف‌گراد نام داشت.